# Elias Kaßner
Elias-Lanoo Kaßner (auch Elias Kassner) (* 23. September 1999 in Göttingen) ist ein deutscher Schauspieler. Bekannt wurde er durch die Serie Terra MaX, ein Terra-X-Ableger für Kinder, in der er von 2011 bis 2015 die Rolle des Paul spielte.

## Filmografie (Auswahl)
- 2008: Berliner Kabul
- 2009: Trau niemals deinem Chef
- 2010: Der Mann mit dem Fagott
- 2011–2015: Terra MaX
- 2013: Neufeld, mitkommen!
- 2015: Josephine Klick – Allein unter Cops (Fernsehserie, Folge Touristen)
- 2018: In aller Freundschaft – Die jungen Ärzte (Fernsehserie, Folge Unter Geschwistern)
- 2019–2020: Nachtschwestern (Fernsehserie, 20 Folgen)